# Georg Metz (Politiker, 1867)
Georg Metz (* 16. Juni 1867 in Oggersheim/Pfalz; † 4. Februar 1936 in Ludwigshafen am Rhein) war ein deutscher Politiker und Mitglied des Bayerischen Landtages (SPD).
Metz machte eine Metalldreherlehre, bevor er sich auf Wanderschaft durch Deutschland begab. Von 1903 bis 1932 war er Geschäftsführer des Konsum- und Sparvereins Frankenthal. Außerdem war er 1. Vorsitzender der Freireligiösen Gemeinde Frankenthal. Von 1901 bis 1932 war er für die SPD (MSPD) Mitglied des Rates der Stadt Frankenthal (Pfalz). 
Am 5. Oktober 1920 rückte er für Johannes Hoffmann, der auf sein Mandat verzichtet hatte, in den Bayerischen Landtag nach, dem er während der 2. Wahlperiode der Weimarer Republik bis zum 17. März 1924 angehörte.
Die Stadt Frankenthal (Pfalz) benannte nach ihm die Georg-Metz-Straße, die in der Zeit des Nationalsozialismus Schlageterstraße hieß.